# Gmina Duplek
Gmina Duplek (słoweń.: Občina Duplek) – gmina w Słowenii. W 2002 roku liczyła 5900 mieszkańców.

## Miejscowości
Miejscowości wchodzące w skład gminy Duplek:
- Ciglence
- Dvorjane
- Jablance
- Spodnja Korena
- Spodnji Duplek – siedziba gminy
- Vurberk
- Zgornja Korena
- Zgornji Duplek
- Zimica
- Žikarce